# Maison du Temple de La Chassagne
La maison du Temple de La Chassagne, ou Lachassagne, est une maison du Temple autonome qui, après la suppression des Templiers, passe aux Hospitaliers de l'ordre de Saint-Jean de Jérusalem et devient un membre de la commanderie de La Romagne, située sur la commune d'Isômes dans le département de la Haute-Marne.

## Histoire

### Fondation
L'acte et la date de fondation de cette maison du Temple sont inconnus, mais sa présence est attestée dès 1189 où elle devient une maison du Temple autonome,.
Après la suppression des Templiers, elle passe en 1312 aux Hospitaliers de l'ordre de Saint-Jean de Jérusalem et devient un membre de la commanderie de La Romagne.

### Situation
Elle est située sur la commune d'Isômes, à la frontière du duché de Bourgogne et du comté de Champagne, dans le diocèse de Langres,.
Elle est à une distance d'environ 2 kilomètres au sud-est de Montsaugeon, 25 kilomètres au sud de Langres et 55 kilomètres au nord-est de Dijon.

### Composition
Elle était une seigneurie composée de deux fermes dont les terres s'étalaient sur les communes de Montsaugeon, Percey-le-Potel et Prangey.

### État actuel
De nos jours, il ne reste aucun vestige des bâtiments templiers et hospitaliers et le site est toujours le siège d'une exploitation agricole.